# Орден Синего неба и белого солнца
Орден Синего неба и Белого солнца (кит. 青天白日勳章) — вторая высшая военная государственная награда Китайской Республики.
Созданный в 1929 году, орден присуждается за «выдающийся вклад в развитие национальной безопасности перед иностранным вторжением» и уступает только ордену Национальной славы. Название и внешний вид награды пришли от символов Тайваня и Гоминьдана. В отличие от многих других наград Китайской Республики, этот орден не имеет степеней или классов.

## Известные кавалеры ордена
- Се Цзиньюань, за оборону склада Сыхан в Шанхае во время Второй мировой войны.
- Ху Лянь, который командовал 11-й дивизией и защищал западную Хубэй. Для японской армии это был быстрый путь к наступлению на Чунцин, но Ху успешно их победил.
- Клэр Ли Шеннолт, за помощь в защите Китая во время Второй мировой войны.
- Хуан Байтао, за его кампанию в провинции Хэнань в 1948 году.
- Альберт Коади Ведемейер, за его роль в реорганизации подготовки китайской армии.
- Чэнь Цинкунь, за его ведущую роль в прорыве через реку Янцзы во время Гражданской войны в 1949 году.